# Référendum de 1967 sur l'indépendance de la côte française des Somalis
Le référendum sur l'indépendance de la côte française des Somalis a lieu sur ce territoire le 19 mars 1967. Ordonné par le président de la République française, le général Charles de Gaulle, en réponse à des émeutes et des manifestations lors de la visite officielle de ce dernier sur le territoire l'année précédente, il voit les électeurs rejeter l'indépendance par une marge de 21 points.
Il s'agit du deuxième des trois référendums sur l'indépendance de ce territoire. Lors du premier référendum en 1958, les électeurs avaient rejeté l'indépendance avec une marge de 50 points. Lors du troisième référendum, en 1977, les électeurs ont presque unanimement soutenu l'indépendance.
À la suite de ce référendum de 1967, la Côte française des Somalis change de nom et devient le territoire français des Afars et des Issas.

## Le Général De Gaulle sur le référendum
Le Général De Gaulle justifiera le référendum en disant :
Parce qu'il faut mettre les habitants du territoire au pied du mur. Ou ils veulent rester dans la République, ou ils veulent la quitter. S'ils veulent y rester, nous leur ouvrons les bras, mais nous remettons de l'ordre. S'ils veulent l'indépendance, nous ne les retiendrons pas une seconde et je leur souhaite bien du plaisir, avec leurs voisins de Somalie prêts à les engloutir et les Éthiopiens prêts à les dépecer ! Nous allons organiser un référendum et nous en aurons le cœur net.

## Résultats

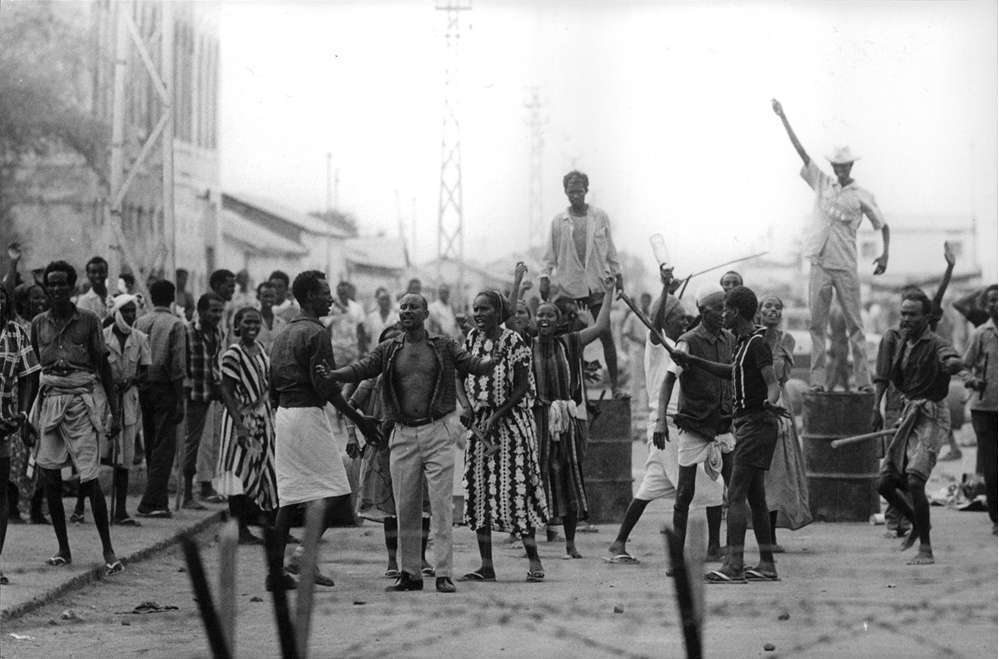
Manifestation à Djibouti, le 23 mars 1967 après les résultats

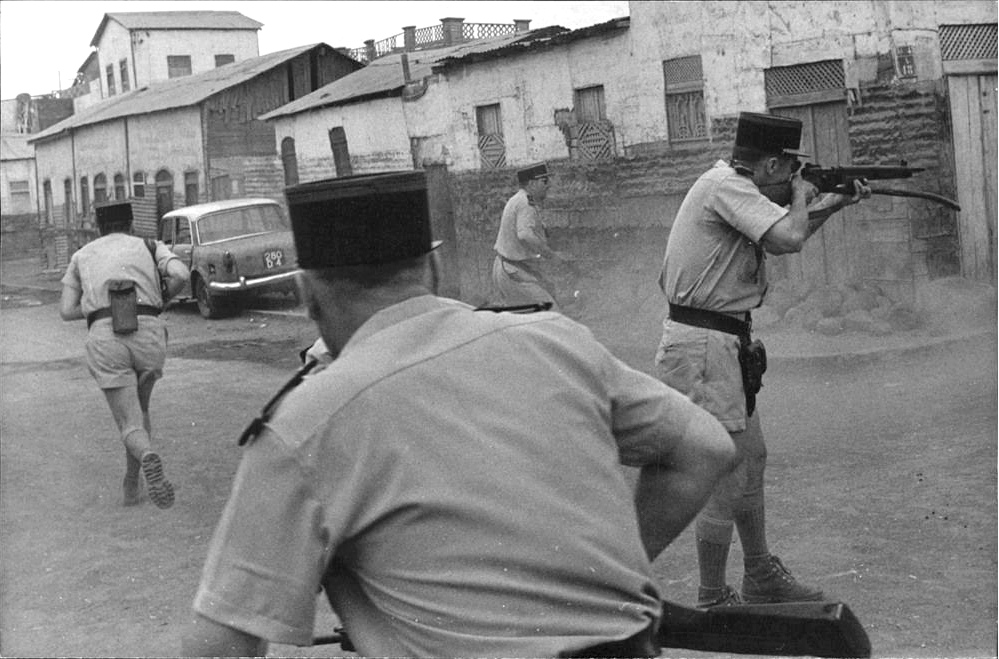
Soldats français dans les rues de Djibouti, le 23 mars 1967

| Choix                     | Votes  | %     |
| ------------------------- | ------ | ----- |
| Pour                      | 14 666 | 39,40 |
| Contre                    | 22 555 | 60,60 |
|                           |        |       |
| Votes valides             | 37 221 | 99,70 |
| Votes blancs et invalides | 111    | 0,30  |
| Total                     | 37 332 | 100   |
| Abstention                | 1 980  | 5,04  |
| Inscrits/Participation    | 39 312 | 94,96 |